# Zacernecicea, Liuboml
Zacernecicea (în ucraineană Зачерне́ччя) este localitatea de reședință a comunei Zacernecicea din raionul Liuboml, regiunea Volînia, Ucraina.

## Demografie
Componența lingvistică a localității Zacernecicea
     Ucraineană (99,84%)
     Alte limbi (0,16%)
Conform recensământului din 2001, majoritatea populației localității Zacernecicea era vorbitoare de ucraineană (99,84%), existând în minoritate și vorbitori de alte limbi.